# Oberleitungsbus Essen
Der Oberleitungsbus Essen verkehrte ab 1949 auf der 4,6 Kilometer langen Strecke von Stadtwald nach Heisingen. Weitere Strecken im Essener Süden und den benachbarten Gemeinden waren geplant, wurden aber nicht umgesetzt. 1957 wurde die Linie auf Omnibusbetrieb umgestellt.

## Geschichte
Ab 1925 verkehrten Omnibusse auf der Strecke zwischen Stadtwald und Heisingen. Der 1927 von Hermann Ehlgoetz vorgestellt General-Siedlungsplan für den Raum Essen sah eine Straßenbahnstrecke von Stadtwald über Heisingen nach Kupferdreh vor. Der Zweite Weltkrieg verhinderte die Umsetzung des Vorhabens. Pläne für ein Oberleitungsbusnetz in Essen tauchten bereits 1938 auf; ab 1942 stand die benötigte Ausrüstung zur Verfügung. Auf Beschluss des Reichsverkehrsministers Julius Dorpmüller sollte diese jedoch für den Aufbau eines Oberleitungsbusnetzes in Hildesheim genutzt werden. Nach dem Zweiten Weltkrieg griff die Süddeutsche Eisenbahn-Gesellschaft (von 1954 bis 2017: Essener Verkehrs-AG, seitdem Ruhrbahn) als Betreiber der Essener Straßenbahn die Pläne wieder auf. Sie erwirkte die Auslieferung der im Krieg bestellten elektrischen Ausrüstung sowie dreier O-Busse.
Die Strecke begann am Stadtwaldplatz in Stadtwald und führte über die Heisinger Straße nach Süden. Zwischen Stadtwaldplatz und dem Scheitelpunkt im Schellenberger Wald stieg die Strecke um etwa 25 Meter an, hinter dem Punkt fiel dieselbe bis zum Heisinger Ortskern um 60 Meter ab. Die größte Steigung betrug 7,5 Prozent. In Heisingen wendeten die Oberleitungsbusse mittels einer Häuserblockschleife via Bahnhofstraße, Lelei, Zölestinstraße und Hagmanngarten; in Stadtwald wendeten sie direkt auf dem Stadtwaldplatz. Da sich die Oberleitungen von Oberleitungsbus und Straßenbahn auf einem kurzen Stück kreuzten, waren die betroffenen Abschnitte stromlos ausgeführt.
Das Netz sollte ab 1950 schrittweise erweitert werden. Vorgesehen waren eine Strecke vom Stadtwaldplatz nach Bredeney als Zufahrt zum Betriebshof Bredeney sowie von dort ausgehend eine Strecke nach Werden. Weitergehende Pläne sahen eine Umstellung der Straßenbahnstrecke Werden–Heidhausen der ehemaligen Bergischen Kleinbahn auf Oberleitungsbusbetrieb vor. Die Bundesbahndirektion Essen untersagte jedoch die höhengleiche Kreuzung der Fahrleitung mit der Ruhrtalbahn, da die Deutsche Bundesbahn ebenfalls die Elektrifizierung dieser Hauptbahn verfolgte.
Am 21. November 1955 nahm die damalige Essener Verkehrs-AG die Omnibuslinie E40 zwischen Porscheplatz, Stadtwaldplatz und Heisingen in Betrieb. Ab dem 6. Mai 1956 fuhr der Omnibus als Linie 40, der Oberleitungsbus erhielt die Linienbezeichnung E40 und fuhr nur noch während der Hauptverkehrszeiten. Am 23. November 1957 stellte die die damalige Essener Verkehrs-AG den Oberleitungsbus gänzlich ein.

## Fahrzeuge
An Fahrzeugen standen drei zweiachsige Oberleitungsbusse mit den Betriebsnummern 21–23, später 421–423, zur Verfügung. Die Fahrgestelle kamen von Henschel, die Aufbauten von Kässbohrer und die elektrische Ausrüstung von BBC. Beheimatet waren die Wagen im Straßenbahnbetriebshof Bredeney. Da die Zuführungsstrecke zum Stadtwaldplatz nicht mit einer Fahrleitung ausgestattet war und die Wagen über keinen Hilfsantrieb verfügten, mussten diese bei Aus- und Einrückfahrten von Omnibussen geschleppt werden. Während der Wintermonate konnte es auch vorkommen, dass die Oberleitungsbusse von Straßenbahnen durch die Frankenstraße geschleppt wurden.
Nach der Betriebseinstellung wurden die drei Wagen an den Oberleitungsbus Osnabrück verkauft, wo sie unter den Betriebsnummern 210–212 neue Aufbauten erhielten. Wagen 210 und 211 wurden mit einer Karosserie der Adolf Emmelmann Karosserie-Fabrik ausgestattet, Wagen 212 wurde mit einer Ludewig-Karosserie zum Anderthalbdecker umgebaut.